# 1987年西德聯邦議院選舉

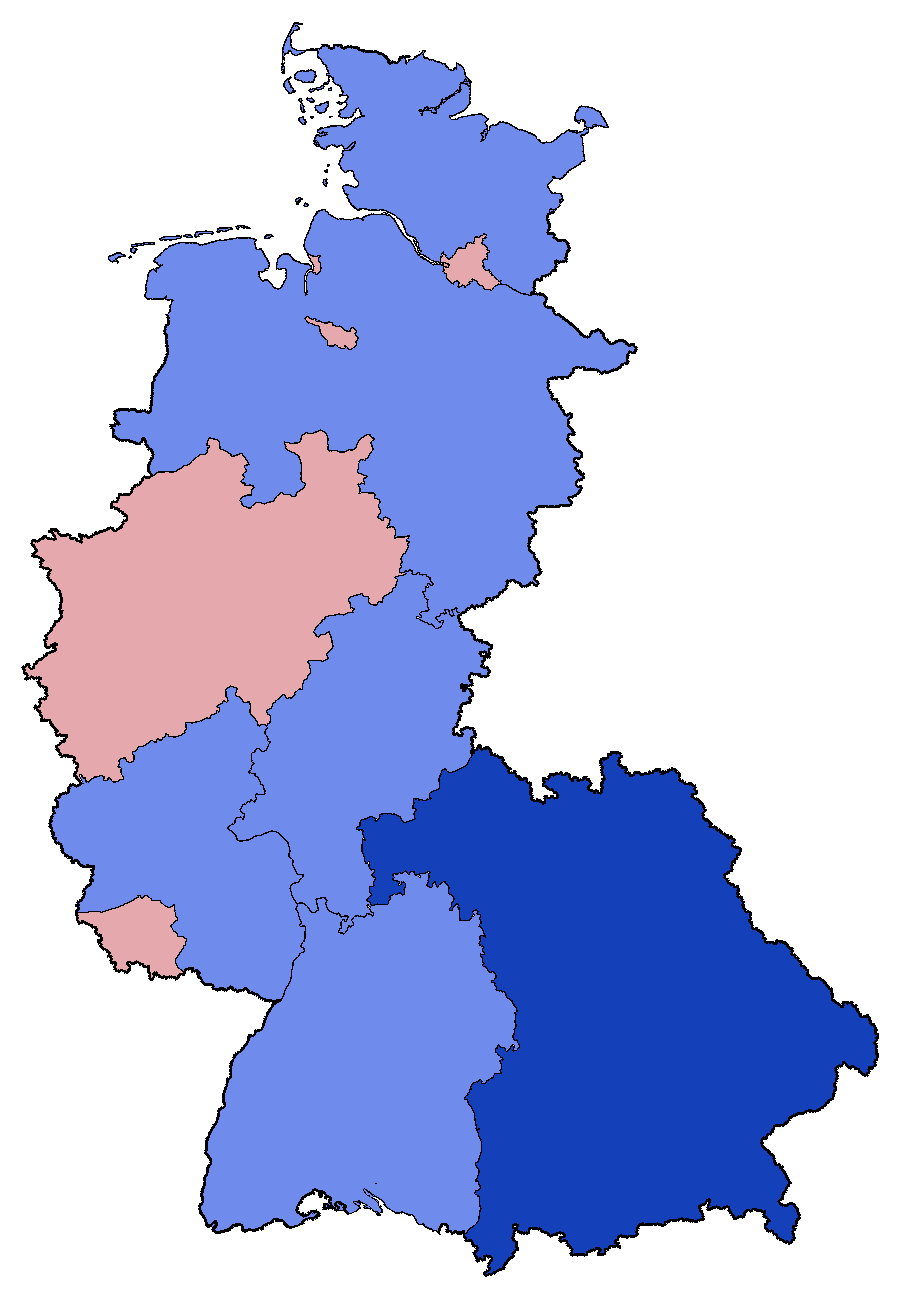
選舉結果

1987年西德聯邦議院選舉在1987年1月25日進行，選出第11屆西德聯邦議會。基民盟/基社盟在選舉中維持最大黨團的地位，赫尔穆特·科尔留任西德總理職務。這次選舉也是兩德統一之前西德最後一次聯邦選舉。